# Разведывательная служба (Хорватия)
Разведывательная служба (хорв. Obavještajna agencija или OA) — бывшая разведка Хорватии, образованная в соответствии с Законом о службах безопасности Хорватии (хорв. Zakon o sigurnosnim službama Republike Hrvatske), который вступил в силу 1 апреля 2002 года. Летом 2006 года Разведывательная служба вместе с Контрразведывательной службой были объединены в Управление безопасности и разведки.

## Обязанности
Основные обязанности Разведывательной службы были изложены в «Законе о службах безопасности Хорватии»:
Разведывательная служба (OA) должна с помощью своих действий за границей собирать, анализировать, обрабатывать и оценивать информацию о политической, экономической, безопасности и военного характера в отношении иностранных государств, политических, военных и экономических союзов, групп и отдельных лиц, особенно всех тех, у которых есть намерение или возможность и тех, кто хочет поставить под угрозу (хорватскую) национальную безопасность.

## Руководители
С 2002 по 2006 годы руководителями Разведывательной службы были последовательно Дамир Лончарич (хорв. Damir Lončarić) и Веселко Грубишич (хорв. Veselko Grubišić).